# ستچوبای
سیجیشوستسو: ستچوبای (政治小説: 雪中梅؛ "رمان سیاسی: شکوفه‌های آلو در برف") یک رمان ژاپنی است که توسط تچو سوهیرو در سال ۱۸۸۶ نوشته شده‌است.
کیوکو کوریتا در «مثلث رمانتیک در ادبیات میجی» نوشت که این رمان «داستانی ساده ازسوپی (با پایانی خوش) است که در آن شخصیت‌ها ابزاری صرف برای دفاع از اعتقادات سیاسی نویسنده هستند. اوزاکی یوکیو در مقدمه خود از این رمان اظهار داشت که این فقط یک داستان عاشقانه نیست بلکه یک رمان مدرن ژاپنی است. کوریتا استدلال کرد که این مقدمه «سخاوتمندانه» بود.
این کتاب یک دنباله دارد، Kakan'ō (花間鶯).

## طرح
این کتاب در ۳ اکتبر ۲۰۴۰ (Meiji ۱۷۳) در توکیو آغاز می‌شود. دو مرد، یک میزبان و یک مهمان، که هر دو نامشان فاش نشده‌است، دربارهٔ اینکه ژاپن چقدر قدرتمند و ثروتمند شده‌است صحبت می‌کنند. مجری برنامه اظهار داشت که نمی‌داند چگونه ژاپن از شرایط بد در سال ۱۸۸۰ (میجی ۱۳)، که در آن ژاپن درگیری‌های سیاسی را تجربه کرد، و در دوره ۱۸۸۳–۱۸۸۶ (میجی ۱۶–۱۹)، که در آن بحث‌های سیاسی کاهش یافته بود، بهبود یافت. مهمان با نشان دادن دو کتاب به نام‌های «شکوفه‌های آلو در برف» و «پرندگان آوازخوان در میان گل‌ها» پاسخ می‌دهد. آنها شخصیت اصلی و همسر نهایی او، کونینو موتوی (国野 基) و تومیناگا هارو (富永 春 یا お春O-haru) را توصیف می‌کنند. این دفترها توسط یک استاد و همسرش نوشته شده‌است. کنوانسیون شامل افتتاحیه رمان با بحث در میان مردان ناشناس در دوره توکوگاوا رایج بود.
داستان اصلی در سال‌های ۱۸۸۶–۱۸۹۰ (میجی ۱۹–۲۳) اتفاق می‌افتد. کونینو نام مستعار خود را برگزیده و به توکیو نقل مکان می‌کند تا درگیر سیاست شود. او با یک سامورایی سابق آشنا می‌شود و قول می‌دهد با دختر سامورایی، هارو ازدواج کند، اما تصمیم می‌گیرد تا زمانی که خودش را تثبیت نکرده باشد، او را ملاقات نکند. با این حال، زمانی که دولت یک دور آزار و شکنجه را به اجرا درمی‌آورد، کونینو مجبور می‌شود که خود را پایین نگه دارد. پدر و مادر هارو می‌میرند و تنها دارایی او یک عکس از کونینو است زیرا عمویش دارایی‌های سابق والدینش است. در میجی ۱۹ او در سخنرانی کونینو که اکنون بیمار است و از نام واقعی خود استفاده می‌کند، شرکت می‌کند.
هارو تصمیم می‌گیرد از کونینو که برای متحد کردن گروه‌های سیاسی مختلف در ژاپن کار می‌کند، حمایت مالی و حمایت کند، و با وجود اینکه عمویش می‌خواهد او با مرد دیگری ازدواج کند، مشکلات مالی را تجربه می‌کند و به زندان می‌افتد، به او کمک می‌کند. او تا زمانی که عکس را به او نشان نمی‌دهد، از هویت سابق کونینو مطلع نمی‌شود. عموی هارو فاش می‌کند که پدرش وصیت نامه ای نوشته بود که به کونینو املاک خانواده را می‌دهد. آنها ازدواج می‌کنند، و همچنان درگیر سیاست هستند.

## شخصیت‌ها
شخصیت‌های اصلی عبارتند از: کونینو موتوی، مرد فقیری که تبدیل به یک فعال سیاسی می‌شود و قصد دارد رهبر ژاپن شود. تومیناگا هارو، زن جوان تحصیل کرده‌ای که بودجه جنبش آزادی و حقوق مردمی را تأمین می‌کند و با کونینو درگیر می‌شود. و Kawagishi Hyōsui (川岸 萍水)، یک مرد شیطانی که سعی می‌کند دوست پسر هارو شود. نام هر سه شخصیت بر اساس ویژگی‌هایی است که سوهیرو انتخاب کرده‌است: نام موتوی به معنای «بنیاد یک ملت»، نام هارو به معنای «فرهنگ و بهار همیشگی» و نام کاواگیشی به معنای «علف‌های هرز شناور در کنار ساحل رودخانه» است.

## توسعه
نویسنده خود زندگی خود را وقف حل اختلافات میان جناح‌های سیاسی ژاپن کرده بود، و قبلاً به دلیل نقض قوانین افترا در زندان بود. این جنبه‌ها بر رمان تأثیر گذاشت.

## عاقبت
دنباله‌ای که در سال‌های ۱۸۸۸ و ۱۸۸۹ نوشته شد، Seijishōsetsu: Kakan'ō (政治小説: 花間鶯؛ رمانی سیاسی: بلبلی در میان گل‌ها» یا «پرندگان آوازخوان در میان گل‌ها» و آن است. تمرکز بر چگونگی متحد شدن ژاپن در کل. کشور قانون اساسی و انتخابات ایجاد می‌کند و یک نهاد سیاسی بسته‌است. شرح می‌دهد که چگونه مهمان کتاب‌ها را در آینده ای دور کشف کرده‌است. در پایان کتاب استدلال می‌شود که ازدواج بین یک نیکوکار ثروتمند و یک روشنفکر سیاسی باعث می‌شود تحصیل‌کرده‌ها و تاجران متحد شوند و باعث شکل‌گیری دموکراسی در ژاپن شود، موضعی که نویسنده کتاب مطرح کرده‌است.

## میراث
این اثر بر رمان آینده چین جدید اثر لیانگ کیچائو تأثیر گذاشت.

## بیشتر خواندن
- Setchūbai In: Suehiro Tetchō shū, Meiji bungaku zenshū, Volume 6, Chikuma Shobo, 1967. p. 111-162.